# Yao Lee
Yao Lee (nacida como Yao Xiuyun (姚秀云), Shanghái, 3 de septiembre de 1922-Hong Kong, 19 de julio de 2019), también conocida como Yiu Lei Hue y a veces como la señorita Lee, fue una cantante china, una de las intérpretes más exitosas de la década de 1930 hasta la década de 1970. Su hermano era el cantante Yao Min. En la década de 1940, se convirtió en una de las denominadas siete más grandes estrellas de la canción.

## Biografía
Nacida y criada en Shangai, comenzó a actuar en la radio en 1935 a la edad de 13 años. Con 14, grabó su primer sencillo con Yan Hua, el tema musical titulado "Xiao Fang Xin niu". Firmó con el sello discográfico Pathé Records en 1937 y lanzó su primer disco.
Se casó con Huang Baoluo en 1947 y dejó de actuar en el escenario para dedicar su tiempo a su familia. Tras la toma del poder comunista en China en 1949, la música popular se consideraba ideológicamente sospechosa y Yao huyó a Hong Kong en 1950 para continuar su carrera como cantante allí. Además de publicar discos que fueron éxitos, comenzando en 1955 con la película titulada 桃花江 (Peach Blossom River), también fue cantante de playback para actrices de cine.
Abandonó su carrera como cantante en 1967 tras la muerte de su hermano, Yao Min. En 1969, aceptó la invitación para convertirse en directora general y productora de EMI Music Hong Kong. En 1970, viajó a Taiwán en un esfuerzo por fichar a Teresa Teng para EMI para el mercado hongkonés, pero no tuvo éxito. Produjo discos para numerosos artistas en su etapa como productora antes de retirarse de ese puesto en 1977.

## Carrera
Durante las décadas de 1930 y 1940, su estilo de canto alto y suave era el típico de la música popular china de la época (influenciado por su ídolo superestrella, Zhou Xuan). Interpretó numerosos estándares populares, como «Deseándole felicidad y prosperidad», «Yo no puedo tener tu amor» y «Por el río Suzhou» con su hermano Yao Min, sin duda el más conocido compositor chino pop de la era shidaiqu. Fue famosa por su versión de 1940 de «Rose, Rose, te amo» (玫瑰 玫瑰 我 爱 你), más adelante grabada por Frankie Laine en los Estados Unidos con letra en inglés; su versión también fue lanzada en los EE. UU. y el Reino Unido, acreditada como "Miss Hue Lee". Yao era conocida como «la voz de plata» (银 嗓子) aludiendo a su colega cantante de Shanghái, Zhou Xuan, quien era conocida como «la voz de oro» (金 嗓子).
Con el aumento de las influencias occidentales en la región después de la Segunda Guerra Mundial y su traslado a Hong Kong, el estilo de canto de Lee cambió. Se familiarizó con la música popular más occidentalizada y se convirtió en admiradora de la cantante estadounidense Patti Page, a quien emuló bajando el tono de voz e incorporando algunos gestos vocales similares. Como resultado, a veces se la denominó la "Patti Page de Hong Kong". Uno de sus discos más importantes de los años 1950 fue The Spring Breeze Kisses My Face.
Yao fue extremadamente prolífica y se le atribuyen más de cuatrocientos discos de gramófono. Su canción de 1959, Life is a Performance, aparece en la película de 2018 Crazy Rich Asians, en la escena en que aparece por primera vez la abuela matriarca, interpretada por la veterana actriz chino-estadounidense Lisa Lu.
Murió en Hong Kong el 19 de julio de 2019, a los 96 años.